# Hypsilurus schultzewestrumi
Hypsilurus schultzewestrumi är en ödleart som beskrevs av  Urban 1999. Hypsilurus schultzewestrumi ingår i släktet Hypsilurus och familjen agamer. Inga underarter finns listade i Catalogue of Life.